# Helvéciové

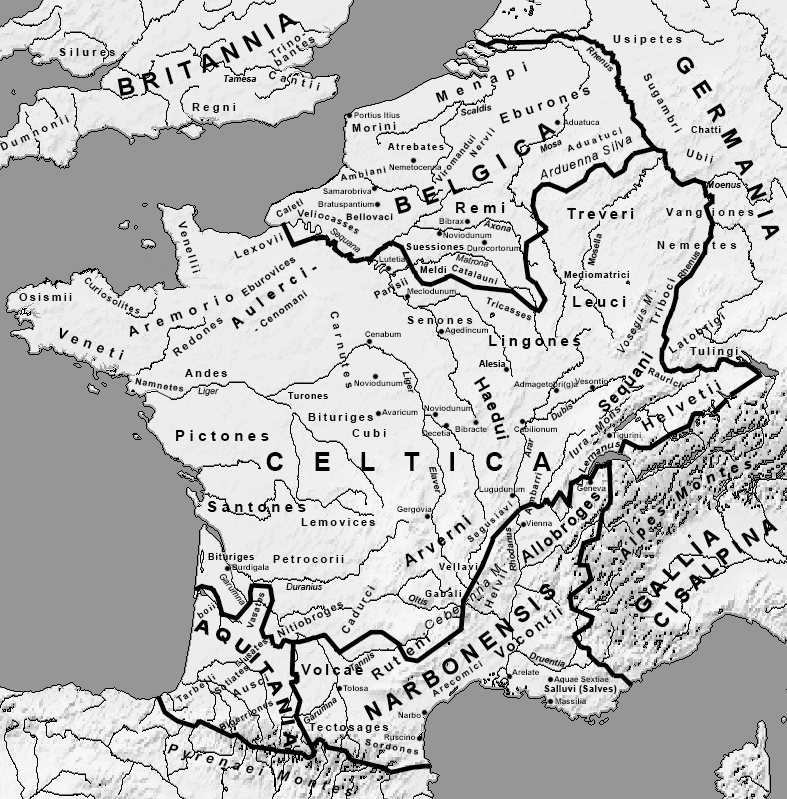
Rozmístění keltských kmenů v západní Evropě kolem roku 58 př. n. l.

Helvéciové (psáni také Helvétiové, někdy též nepřesně Helvéti) byli příslušníci keltského kmene, který přibližně ve 4. století př. n. l. osídlil území dnešního západního Švýcarska, a to především území od dnešního Eppenbergu přes Bern, Jensberg, Mont Vully až po Bois de Chátel. První písemné zmínky o nich pocházejí z 2. století př. n. l. V této době bylo jejich území pod nadvládou Římanů. Nejprve byli na římské vládě závislí, později byli Římem zcela ovládnuti. Kmen Helvéciů má výraznou úlohu v Caesarových Zápiscích o válce galské – Helvéciové se měli pokusit o migraci na jihozápad, což posloužilo Caesarovi jako záminka k vojenskému tažení (58–50 př. n. l.), při kterém si podrobil nejprve Helvécie a později celou zbylou Galii.
Helvéciové vyznávali stejné náboženství jako ostatní keltské kmeny.
Území, které obývali, získalo název Helvetia, který se jako latinský název Švýcarska užívá dodnes.